# Iron Man and Sub-Mariner
Iron Man and Sub-Mariner es un comic book de número único publicado por Marvel Cómics en 1968. Es notable por ser el primer título de Marvel intencionadamente publicado para ser un único número, sustituyendo a ediciones que utilizaban hasta dos historias de longitud media que quedaban como restos anticuados después de que Marvel comenzara su expansión y los personajes heroicos iban obteniendo sus propios títulos en solitario.
Iron Man and Sub-Mariner no presenta un equipo formado por los personajes del título, ni una historia completa de ninguno de ellos. La historia del Hombre de Hierro continua en Tales of Suspense #99 (cubierta con fecha datada en 1968) y luego continúa en Iron Man #1 (mayo de 1968). El Sub-Mariner (Namor) continúa su historia de Tales of Astonish #101 (Marcha 1968), y continúa en Namor #1 (mayo de 1968). La marca del logotipo de cubierta usa el "y" ("and") mientras que en el copyrighted el título se señala con tampón impreso utilizando el símbolo de unión &.
Las historias eran: unas 11 páginas de historias de Iron Man, "Call Him Destiny, or Call Him Death" ("El Torrente Fuera, El Tumulto Dentro"), acreditado a Stan Lee y Archie Goodwin como escritores, con arte por el dibujo de Gen Colan y entintado de Johnny Craig, un antiguo puntal de EC  Cómics; y una 11 páginas de historias para Namor, "Call Him Destiny, or Call Him Death" (" Llamalo Destino, o Llamalo Muerte"), acreditado a Lee y Roy Thomas como escritores, con arte por Colan y entintado de Frank Giacoia. La última historia volvió a contar el origen de Namor e introdujo al supervillano Destiny.
Al menos un título anterior de Marvel había durado un solo número; aun así lo fue involuntariamente. Red Raven Comics #1 (agosto de 1940), de la compañía predecesora de Marvel Timely Cómics, se convirtió en La Antorcha Humana con número #2, perdiendo todas las características del número de debut. Las notas de Grand Cómics Database sobre el primer y único número, "No hay propaganda al final de las historias en este asunto que indiquen que habrá un Cómic de Cuervo Rojo #2. En su lugar, se anuncian ya sea Marvel Mystery Comics o en un caso Mystic Comics, lo que sugiere que tal vez Red Raven Comics fue cancelado incluso antes de que se llevase a la imprenta."

## Reimpresiones
Iron Man & Sub-Mariner #1 ha sido reimpreso en dos Essential Marvel collections, Iron Man vol. 2 (2004, ISBN 0-7851-1487-4) y Sub-Mariner vol. 1 (2009, ISBN 0-7851-3075-6). Todos ediciones USA.